# Zaświatycze
Zaświatycze – wieś w Polsce położona w województwie lubelskim, w powiecie włodawskim, w gminie Hanna.
| SIMC    | Nazwa         | Rodzaj    |
| ------- | ------------- | --------- |
| 0012440 | Kamieniste    | część wsi |
| 0012457 | Końskie Błoto | część wsi |

W latach 1975–1998 miejscowość administracyjnie należała do województwa bialskopodlaskiego.
Wieś jest sołectwem w gminie Hanna. Według Narodowego Spisu Powszechnego z roku 2011 wieś liczyła 319 mieszkańców.
Wierni Kościoła rzymskokatolickiego należą do parafii MB Bolesnej w Lacku lub do parafii Podwyższenia Krzyża Świętego w Dołhobrodach.